# Герб Сосниці
Герб Сосниці — символ селища міського типу Сосниця.

## Історичні герби Сосниці
Після запровадження полково-сотенного козацького адміністративного устрою Лівобережної України Сосниця стала сотенним містом Чернігівського полку. Зберігся зразок печатки Сосницької сотенної канцелярії 1747 року з досить оригінальним "промовистим" зображенням сосни з підвішеним на ній вуликом із бджолами, на яку дереться ведмідь. Ця печатка є цікавим взірцем самобутньої міської козацької символіки середини XVIII століття, у якому до "промовистої" емблеми додано також більш конкретизовані елементи.
Герб Сосниці (у складі Новгород-Сіверського намісництва) затверджений 4 червня 1782 року: Сосна, на якій золотий вулик і навколо золоті бджоли, а на ону для видобутку меду влазить чорний ведмідь.
Незатверджений проєкт герба Сосниці (1865): У срібному щиті зелена сосна з золотими шишками, на яку влазить чорний ведмідь з червленими очима і язиком, супроводжувана 3 чорними бджолами. У вільній частині герб Чернігівської губернії. Щит увінчаний срібною стенчатой короною і оточений золотим колоссям, з'єднаними Олександрівською стрічкою.

## Галерея

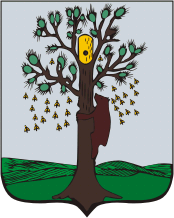
Герб 18 століття
Герб російського періоду 1782
Герб Сосниці (проєкт Б. Кене) 1865